# Llista Clements dels ocells del món
The Clements Checklist of Birds of the World o Llista Clements dels ocells del món és un llibre de Jim Clements que presenta una llista d'iventari de totes les espècies d'ocells del món.
La versió impresa més recent és la sisena edició (2007), però s'actualitza anualment, la darrera versió és del 2022, i està publicada per Cornell University Press, l'editora de la Universitat Cornell. Edicions anteriors van ser publicades per la pròpia editorial de l'autor, Ibis Publishing. El Laboratori Cornell d'Ornitologia ha proporcionat actualitzacions anuals des de llavors, normalment a l'agost, i la versió més recent està disponible en línia en diversos formats. Aquestes actualitzacions reflecteixen els canvis en curs a la taxonomia dels ocells basats en investigacions científiques publicades.
Clements és la llista oficial utilitzada per l'Associació Americana d'Ornitologia per a les aus a nivell mundial. L'aplicació mòbil de registre d'observacions d'ocells eBird també utilitza la llista de comprobació de Clements com a llista base per a la seva taxonomia, que a més de les espècies també inclou híbrids i altres entitats no específiques informades pels observadors d'ocells.
És considerada una de les quatre principals llistes mundials d'ocells.